# 黃善鎬
黃善鎬（韩语：／ Hwang Sun-ho，1975年4月21日—），前韓國男子羽球運動員，曾代表韓國參加2000年夏季奥林匹克运动会羽毛球比赛。擁有圓光大學體育、運動科學學位。

## 生平
黃善鎬從小學開始接觸羽毛球，與後來的奧運金牌得主金東文、河泰權一起接受訓練。1997年，黃善鎬加入三星電機羽球隊，同時因為李光珍、金學均、朴星宇等選手退役，成為韓國國家隊單打王牌。
在團體賽方面，黃善鎬1997年以主力身分幫助韓國隊在東亞運動會羽球比賽贏得男子團體金牌。1998年再助韓國贏得1998年亞洲運動會羽毛球比賽男子團體銅牌。而在個人賽，黃的最佳成績是在1999年匈牙利羽毛球國際賽獲得單打冠軍，並曾在2000年代表韓國出戰雪梨奧運，最終在男子單打第三輪敗於印尼代表馬立夫·邁納基，止步十六強。
奧運會結束後，黃善鎬因為服兵役而離開賽場兩年，退伍以後重返三星電機羽球隊。2004年，受前隊友朴星宇之邀前往日本開啟執教生涯，但因為不適應新環境而回到韓國，在和順郡擔任教練，之後又轉往京畿道執教，並擔任京畿道羽球協會理事。

## 主要比賽成績
以下只列出曾進入準決賽的國際賽事成績：
| 年份   | 賽事                 | 項目     | 搭檔   | 成績   |
| ------ | -------------------- | -------- | ------ | ------ |
| 1991年 | 匈牙利羽毛球國際賽   | 男子雙打 | 河泰權 | 亞軍   |
| 1991年 | 匈牙利羽毛球國際賽   | 混合雙打 | 羅景民 | 亞軍   |
| 1992年 | 世界青少年羽球錦標賽 | 男子雙打 | 金東文 | 季軍   |
| 1997年 | 東亞運動會羽球比賽   | 男子團體 | －     | 金牌   |
| 1998年 | 亞洲運動會羽毛球比賽 | 男子團體 | －     | 銅牌   |
| 1999年 | 挪威羽球國際賽       | 男子單打 | －     | 亞軍   |
| 1999年 | 匈牙利羽毛球國際賽   | 男子單打 | －     | 冠軍   |
| 2002年 | 馬來西亞羽球衛星賽   | 混合雙打 | 鄭在喜 | 準決賽 |